# Amanita Design
Amanita Design è una società Ceca indipendente sviluppatrice di videogiochi fondata nel 2003 a Brno da Jakub Dvorsky. La compagnia ha prodotto diversi minigiochi e animazioni che hanno vinto il Webby Award. Nel 2009, Amanita Design ha messo in commercio il videogioco Machinarium.

## Videogiochi
| Titolo                 | Anno | Piattaforma                                                                 |
| ---------------------- | ---- | --------------------------------------------------------------------------- |
| Samorost               | 2003 | Browser, Android                                                            |
| Rocketman              | 2004 | Browser                                                                     |
| The Quest for the Rest | 2004 | Browser                                                                     |
| Samorost 2             | 2005 | Windows, OS X, Linux                                                        |
| Questionaut            | 2008 | Browser                                                                     |
| Shy Dwarf              | 2009 | Browser                                                                     |
| Machinarium            | 2009 | Windows, iOS, Linux, PS3 (PSN), PS Vita (PSN), Android, BlackBerry Playbook |
| Osada                  | 2011 | Browser, Windows, OS X, Linux                                               |
| Botanicula             | 2012 | Windows, MacOS, iOS, Linux, Android                                         |
| Samorost 3             | 2016 | Windows, MacOS, iOS, Android                                                |
| Chuchel                | 2018 | Windows, MacOS, iOS, Android                                                |
| Phonopolis             | 2018 | Windows                                                                     |
| Creaks                 | 2019 | Windows, PlayStation 4, Xbox One, Nintendo Switch                           |
| Happy Game             | 2021 | Windows, Nintendo Switch, Android                                           |